# Salomón BIG
El Índice del Grado de Inversión Amplia de Salomón (conocido como el Salomon BIG o Citigroup BIG, por sus siglas en inglés) es un índice común de bonos americanos, similar al S&P 500 para las acciones, originalmente propiedad de Salomon Brothers y ahora dirigido por su sucesor, el Citigroup. El BIG se utiliza generalmente para la gestión de carteras de deuda generales de corto y largo plazos, de fecha similar al Barclays Capital Aggregate Bond Index ("Agg") o el Merrill Lynch Domestic Master.
El BIG incluye bonos del tesoros, deuda de agencias, corporaciones, crédito no corporativo, valores respaldados por hipotecas y valores respaldados por activos (ABS). A diferencia de la AGG, incluye 144A y no incluye los bonos municipales o valores respaldados por hipotecas comerciales (CMBS). Al igual que la AGG, el índice BIG no incluye ningún bono indexado a la inflación, y se limita al grado de inversión de valores, no incluyendo bono basura o de deuda de mercados emergentes.